# Zonsverduistering van 12 september 1950

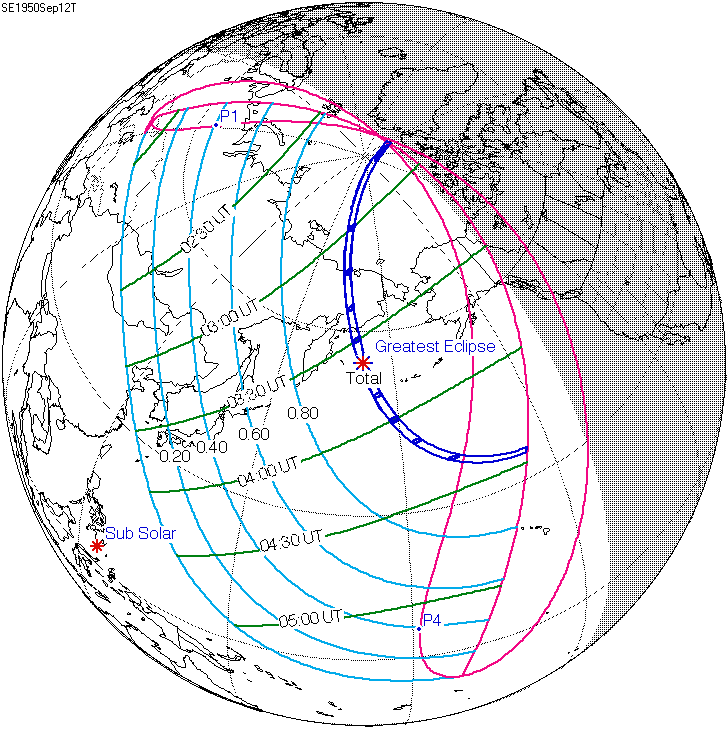
De zonsverduistering was te zien tussen de blauwe lijnen.

De totale zonsverduistering van 12 september 1950 trok veel over zee, maar was achtereenvolgens te zien in Rusland en Verenigde Staten.

## Lengte

### Maximum
Het punt met maximale totaliteit lag op zee ver van enig land op coördinatenpunt 54.8039° Noord / 172.2488° Oost en duurde 1m13,6s.

### Limieten
| Fenomeen                    | Code | Tijdstip UTC  |
| --------------------------- | ---- | ------------- |
| Eerste contact bijschaduw   | P1   | 01:23:12.0 UT |
| Eerste contact kernschaduw  | U1   | 02:49:29.0 UT |
| Kernschaduw compleet vanaf  | U2   | 02:50:46.7 UT |
| Bijschaduw compleet vanaf   | P2   | Niet          |
| Maximum eclips              | GE   | 03:38:16.3 UT |
| Bijschaduw compleet t/m     | P3   | Niet          |
| Kernschaduw compleet t/m    | U3   | 04:26:15.5 UT |
| Laatste contact kernschaduw | U4   | 04:27:38.0 UT |
| Laatste contact bijschaduw  | P4   | 05:53:36.3 UT |